# نعومي فرانكل
نعومي فرانكل (بالعبرية: נעמי פרנקל‏) (20 نوفمبر 1918، برلين في ألمانيا - 20 نوفمبر 2009، رمات غان في إسرائيل)؛ كاتِبة وروائية إسرائيلية-ألمانية.